# Morgan Parra
Morgan Parra (Metz, 15 de noviembre de 1988) es un jugador francés de rugby que actualmente juega para el club ASM Clermont Auvergne en el Top 14 y en la Selección de rugby de Francia. Parra juega en la posición de medio scrum aunque a veces ha jugado como apertura. Parra es un consumado especialista en los tiros a palos.

## Carrera

### Clubes
Parra da sus primeros pasos jugando a rugby a la temprana edad de 4 años y con 6 años juega sus primeros partidos. Ya con 14 años cominza a jugar para la escuela de rugby de Dijon. Parra enseguida destacó en las categorías inferiores y en 2006 con tan solo 18 años clubs del top 14 como Montpellier y USAP contactaron con él para hacerse con sus servicios, pero finalmente Parra decidió concretar su fichaje por el CS Bourgoin Morgan Parra jugó su primer partido con el primer equipo Bourgoin el 18 de noviembre de 2006 enfrentándose a Agen. Unas semanas más tarde, hizo su debut en la Heineken Cup para enfrentarse a Leicester Tigers en 8 de diciembre de 2006. A base de jugar partidos, se ganó su lugar en el club del "Isère" para convertirse en el indiscutible medio de melé. en 2009 firma un nuevo contrato por el ASM Clermont Auvergne de Clermont-Ferrand para la temporada 2009-10 por cuatro temporadas más, pero antes de jugar con su nuevo club Parra contribuyó a llegar a la final de la European Challenge Cup que perderían contra Northampton Saints por 15-3. En la temporada 2009-2010 y con 20 años de edad, Parra necesita un periodo de adaptación a su nuevo equipo donde comienza de suplente por detrás de Pierre Mignoni. Parra va cogiendo su sitio en el equipo hasta que en diciembre completa un partido espectacular en la Heineken Cup contra Leicester Tigers en el que anotó un ensayo, lo que le lleva a la titularidad en el ASM. En enero, el ASM se clasifica para los cuartos de final de la HCup, lo que lleva a Parra a competir en la fase final de esta competición por primera vez en su carrera, en cuartos de final caerían contra Leinster por 29-28, del mismo modo en el campeonato doméstico ASM juega los playoffs por el título llegando hasta la final donde se proclamaron campeones contra USAP por 19-6. Morgan Parra fue elegido mejor jugador de la temporada 2009-2010, sucediendo a su compañero de equipo Napolioni Nalaga. En 2013 Parra colabora para que Clermont llegue a la final de la Heineken Cup que terminaría perdiendo por 16-15 ante Toulon siendo el máximo anotador del torneo con 113 puntos. En 2015 vuelve a perder una nueva final esta vez en el Top 14 al sucumbir ante Stade Français París por 12-06 En la temporada 2016-17 juegan la final del Top 14 ante Toulon donde vencen con un marcador de 22-16

### Internacional
A la edad de 19, fue convocado para jugar en el seleccionado francés durante el Torneo de las Seis Naciones del 2008, convirtiéndolo en uno de los debutantes más jóvenes del seleccionado de su país. En mayo de ese mismo año, participó en el Campeonato Mundial Juvenil en Gales como capitán pero una lesión en la mano le impidió terminar el torneo. Seleccionado para competir en el Torneo de las Seis Naciones 2009, participó en cinco partidos, incluyendo tres veces como titular y firmando buenas actuaciones en cada partido. Este torneo no solo revela sus aptitudes como jugador, sino también el comienzo de una gran personalidad y carisma digna de un medio melé.
Parra tuvo la oportunidad de lucirse durante el Torneo de las Seis Naciones 2010, estando presente en todos los partidos y jugando en la bisagra junto a François Trinh-Duc. Fue nominado como uno de los mejores jugadores del torneo y, con 61 puntos, ocupó el segundo lugar en cantidad de tantos marcados. Si bien previamente sólo jugó como goal-kicker durante la mitad del torneo.
Parra fue seleccionado para formar parte del XV del gallo en la Copa Mundial de Rugby de 2011 disputada en Nueva Zelanda donde Francia fue subcampeona del mundo al perder la final en un ajustado 8-7 ante los All Blacks.
En 2015 es seleccionado para formar parte de la selección francesa que participa en la Copa Mundial de Rugby de 2015. En el segundo partido de la fase de grupo, contra Rumanía, logró tres conversiones y un golpe de castigo, contribuyendo así a la victoria de su equipo 38-11. Contribuyó a la victoria de su equipo sobre Canadá 41-18, convirtiendo uno de los ensayos, y también puntuó en la derrota frente a Irlanda 9-24 que cerró la fase de grupos, con un golpe de castigo. En la derrota de cuartos de final 13-62 frente a Nueva Zelanda, Morgan Parra logró puntos con un golpe de castigo y un penalty tras ensayo de Picamoles.

## Palmarés

### ASM Clermont Auvergne
- Top 14 2009-2010.
- Mejor jugador del top 14 en la temporada 2009-2010.

### Francia
- Torneo de las Seis Naciones: 2010 con Grand Slam (rugby).